# Quaterpolymère
Un quaterpolymère, ou tétrapolymère ou copolymère quaternaire, est un polymère obtenu par association de quatre types de monomères, chimiquement différents (comonomères).

## Exemple
Certains types de fluoroélastomères (FKM, élastomères de hautes performances très chers) sont des quaterpolymères.

Citons le FKM saturé type GLT (grade basses températures), symbolisé par VDF (ou VF2, fluorure de vinylidène)-PMVE (perfluorométhylvinyléther)-TFE (tétrafluoroéthylène)-CSM (élastomère polyéthylène chlorosulfoné).